# 飴村行
飴村行（日语：／ Amemura Kou，1969年1月21日—），是一位日本小说家，出生于福岛县，于東京齿科大学辍学。其作品风格暴力怪诞。

## 生平
2008年，飴村行凭借《粘膜蜥蜴》（应征时题为《梦见粘膜人类》）获得第15届日本恐怖小说大奖并出道。之后《粘膜蜥蜴》在這本推理小說真厲害！中排名优异，并获得了日本推理作家协会奖。

## 作品

### 単著
- 粘膜人間（2008年10月 角川ホラー文庫）
- 粘膜蜥蜴（2009年8月 角川ホラー文庫）
- 粘膜兄弟（2010年5月 角川ホラー文庫）
- 爛れた闇の帝国（2011年1月 角川書店）
  - 【改題】爛れた闇（2013年3月 角川ホラー文庫）
- 粘膜戦士（2012年2月 角川ホラー文庫）
  - 収録作品：鉄血 / 肉弾 / 石榴 / 極光 / 凱旋